# Podprefektura Ohōtsuku
Podprefektura Ohōtsuku (jap. オホーツク総合振興局 Ohōtsuku-sōgō-shinkō-kyoku) – podprefektura w Japonii, na wyspie Hokkaido. Ma powierzchnię 10 690,53 km². W 2020 r. w podprefekturze mieszkały 273 362 osoby, w 128 544 gospodarstwach domowych  (w 2010 r. 310 009 osób, w 134 141 gospodarstwach domowych) .
Na jej terenie znajdują się lotniska w dwóch miastach: Monbetsu i Ōzora (Port lotniczy Memanbetsu).

## Podział administracyjny
W skład podprefektury wchodzą 3 większe miasta (shi), 14 mniejszych (chō) i 1 gmina wiejskia (mura).
| Nazwa                  | Nazwa                      | Nazwa                | Powierzchnia (km²) | Ludność | Kod jednostki | Mapa |
| Polska nazwa           | Rōmaji                     | Kanji                | Powierzchnia (km²) | Ludność | Kod jednostki | Mapa |
| ---------------------- | -------------------------- | -------------------- | ------------------ | ------- | ------------- | ---- |
| Abashiri (stolica)     | Abashiri-shi               | 網走市               | 471,00             | 35 759  | 01211         |      |
| Bihoro                 | Bihoro-chō                 | 美幌町               | 438,41             | 18 697  | 01543         |      |
| Engaru                 | Engaru-chō                 | 遠軽町               | 1 332,45           | 19 241  | 01555         |      |
| Kitami                 | Kitami-shi                 | 北見市               | 1 427,41           | 115 480 | 01208         |      |
| Kiyosato               | Kiyosato-chō               | 清里町               | 402,76             | 3 883   | 01546         |      |
| Koshimizu              | Koshimizu-chō              | 小清水町             | 286,89             | 4 623   | 01547         |      |
| Kunneppu               | Kunneppu-chō               | 訓子府町             | 190,95             | 4 677   | 01549         |      |
| Monbetsu               | Monbetsu-shi               | 紋別市               | 830,67             | 21 215  | 01219         |      |
| Nishiokoppe            | Nishiokoppe-mura           | 西興部村             | 308,08             | 1 053   | 01562         |      |
| Oketo                  | Oketo-chō                  | 置戸町               | 527,27             | 2 775   | 01550         |      |
| Okoppe                 | Okoppe-chō                 | 興部町               | 362,54             | 3 628   | 01561         |      |
| Ōmu                    | Ōmu-chō                    | 雄武町               | 636,89             | 4 199   | 01563         |      |
| Ōzora                  | Ōzora-chō                  | 大空町               | 343,66             | 6 775   | 01564         |      |
| Saroma                 | Saroma-chō                 | 佐呂間町             | 404,94             | 4 875   | 01552         |      |
| Shari                  | Shari-chō                  | 斜里町               | 737,13             | 11 418  | 01545         |      |
| Takinōe                | Takinōe-chō                | 滝上町               | 766,89             | 2 421   | 01560         |      |
| Tsubetsu               | Tsubetsu-chō               | 津別町               | 716,80             | 4 373   | 01544         |      |
| Yūbetsu                | Yūbetsu-chō                | 湧別町               | 505,79             | 8 270   | 01559         |      |
| Podprefektura Ohōtsuku | Ohōtsuku-sōgō-shinkō-kyoku | オホーツク総合振興局 | 10 690,53          | 273 362 | 01540         |      |

## Nazewnictwo
Zgodnie z reformą z dnia 1 kwietnia 2010 r., podprefektura Abashiri została przemianowana na podprefekturę Ohōtsuku.